# Eparquía de Mississauga
La eparquía siro-malabar de Mississauga (en latín: Eparchia Mississauguen(sis) y en inglés: Syro-Malabar Eparchy of Mississauga) es una circunscripción eclesiástica siro-malabar de la Iglesia católica en Canadá, inmediatamente sujeta a la Santa Sede. La eparquía tiene al obispo Jose Kalluvelil como su ordinario desde el 22 de diciembre de 2018.

## Territorio y organización
La eparquía extiende su jurisdicción sobre los fieles católicos siro-malabares residentes en todo el territorio de Canadá.
La sede de la eparquía se encuentra en la ciudad de Mississauga (en el área metropolitana de Toronto), en donde se halla la Catedral de Santa Alfonsa.
En 2019 en la eparquía existían 13 parroquias:
- St. Alphonsa Syro-Malabar Catholic Cathedral en Mississauga (Ontario)
- St.Thomas Syro Malabar Church en Toronto (Ontario)
- St Joseph Mission en Hamilton (Ontario)
- St. Mother Teresa Syro Malabar Catholic Church en Ottawa (Ontario)[3]
- St. Mary's Syro-Malabar Knanaya Catholic Mission en Etobicoke (Ontario)[4]
- St. Mary’s Syro-Malabar Church en London (Ontario)[5]
- St. Alphonsa Syro-Malabar Catholic Mission en Cambridge (Ontario)
- St. Joseph Syro-Malabar Catholic Church en Kingston (Ontario)
- St. Kuriakose Chavara Syro-Malabar Catholic Church en Belleville (Ontario)
- St. Mother Teresa Syro-Malabar Catholic Church en Niagara Falls (Ontario)
- St. Thomas Syro Malabar Catholic Church Scarborough (Ontario)
- Infant Jesus Syro Malabar Catholic Church en Barrie (Ontario)
- Mother Teresa Syro Malabar Church en Calgary (Alberta)[6]
- St Alphonsa Syro-Malabar Forane Church en Edmonton (Alberta)[7]
- St. Alphonsa Syro Malabar Roman Catholic Parish en Vancouver (Columbia Británica)[8]
- St. Jude Syro-Malabar Parish en Winnipeg (Manitoba)
- St. John Paul II Syro Malabar Catholic Church en Regina (Saskatchewan)
- St. Mother Teresa Syro-Malabar Catholic Church en North Battleford (Saskatchewan)

## Historia
Los siro-malabares de la India comenzaron a emigrar a Canadá en la década de 1960. El 18 de febrero de 1977 fray Thomas Thottunkal fue designado capellán de los católicos malabares en Toronto por el arzobispo de esa ciudad. El 22 de noviembre de 1982 fue establecida una iglesia misional malabar en el seminario St Augustine de Toronto, que el 28 de noviembre de 1982 fue oficialmente declarada parroquia St. Thomas the Apostle Mission por el cardenal Carter. En diciembre de 1983 fue trasladada a la iglesia Precious Blood Church en Scarborough y en 1998 a la Holy Cross Church en East York en Toronto.
En 1996	el obispo Gregory Karotemprel fue nombrado visitador apostólico para Estados Unidos y Canadá. El eparca de la eparquía siro-malabar de Santo Tomás el Apóstol en Chicago, Jacob Angadiath, fue el visitador apostólico en Canadá desde el 16 de febrero de 2001 hasta el 6 de agosto de 2015.
El exarcado apostólico para los fieles siro-malabares en Canadá fue erigido el 6 de agosto de 2015 mediante la bula Spiritualem ubertatem del papa Francisco.

Spiritualem ubertatem Ecclesiarum Orientalium tueri et promovere volentes, nunc singillatim de fidelibus Ecclesiae Syro-Malabarensis in Canada versantium sollicitam curam habemus. Sententiam proinde accipientes Congregationis pro Ecclesiis Orientalibus, consiliis praehabitis Venerabilis Fratris Nostri Georgii S.R.E. Cardinalis Alencherry, Archiepiscopi Maioris Ernakulamensis-Angamaliensis, Synodi Episcoporum Syro-Malabarensium, nec non Praesidis Conferentiae Episcopali Canadensis, opportunum iudicavimus ibidem novam circumscriptionem ecclesiasticam condere. Quapropter Apostolica Nostra de auctoritate Exarchiam Apostolicam Syro-Malabarensem pro Christifidelibus eiusdem Ecclesiae in Canada commorantibus constituimus, cunctis factis propriis iuribus et obligationibus. Novae ecclesialis communitatis sedem in urbe Mississauguensi ponimus. Ad haec ceteraque eandem respicientia Exarchiam perficienda, consuetudines iuraque congrua serventur et quae in Codice Canonum Ecclesiarum Orientalium praecipiuntur. De eodem praeterea absoluto negotio sueta documenta exarentur et ad memoratam Congregationem mittantur. Hanc denique Constitutionem Nostram nunc et in posterum ratam esse volumus, contrariis quibuslibet rebus non obstantibus.

Jose Kalluvelil fue designado primer exarca y obispo titular de Tabalca. La inauguración del exarcado tuvo lugar el 19 de septiembre de 2015 en la Church of Virgin Mary and St. Athanasius.
Para los knanayas de Canadá la St. Mary's Syro-Malabar Knanaya Catholic Mission en Mississauga dependió del Chicago Forane de la Knanaya Region de la eparquía de Santo Tomás el Apóstol en Chicago es Estados Unidos hasta la erección del exarcado apostólico.
Mediante la bula Munere misericordiae el 22 de diciembre de 2018 el papa Francisco elevó al exarcado apostólico a eparquía de Mississauga, conservando su jurisdicción territorial y designando a Jose Kalluvelil como su obispo eparca.

## Estadísticas
De acuerdo al Anuario Pontificio 2020 la eparquía tenía a fines de 2019 un total de 16 775 fieles bautizados.
| Año                                                                             | Población            | Población | Población      | Sacerdotes | Sacerdotes    | Sacerdotes    | Bautizados por sacerdote | Diáconos permanentes | Religiosos | Religiosos | Parroquias |
| Año                                                                             | Bautizados católicos | Total     | % de católicos | Total      | Clero secular | Clero regular | Bautizados por sacerdote | Diáconos permanentes | Varones    | Mujeres    | Parroquias |
| ------------------------------------------------------------------------------- | -------------------- | --------- | -------------- | ---------- | ------------- | ------------- | ------------------------ | -------------------- | ---------- | ---------- | ---------- |
| 2015                                                                            | 9000                 | ?         | ?              | 15         | 12            | 3             | 600                      | ?                    | 3          | ?          | ?          |
| 2016                                                                            | 9100                 | ?         | ?              | 15         | 12            | 3             | 606                      | ?                    | 3          | ?          | ?          |
| 2018                                                                            | 20 000               |           |                | 22         | 13            | 9             | 909                      |                      | 8          | 12         | 12         |
| 2019                                                                            | 16 775               |           |                | 24         | 16            | 8             | 698                      |                      | 9          | 10         | 13         |
| Fuente: Catholic-Hierarchy, que a su vez toma los datos del Anuario Pontificio. |                      |           |                |            |               |               |                          |                      |            |            |            |

## Episcopologio

### Exarca apostólico
- Jose Kalluvelil (6 de agosto de 2015-22 de diciembre de 2018 nombrado eparca)

### Eparcas
- Jose Kalluvelil, desde el 22 de diciembre de 2018